# Шигоны
Шиго́ны — село и административный центр Шигонского района Самарской области, центр сельского поселения Шигоны.

## География
Село расположено в западной части области, на левобережье Усы, в 30 км к северо-востоку от Сызрани.

## Население
| 1959 | 1970  | 1979  | 1989  | 2002  | 2010  | 2021  |
| ---- | ----- | ----- | ----- | ----- | ----- | ----- |
| 3225 | ↗3753 | ↗4578 | ↗5418 | ↘5309 | ↘4966 | ↘4959 |

## История

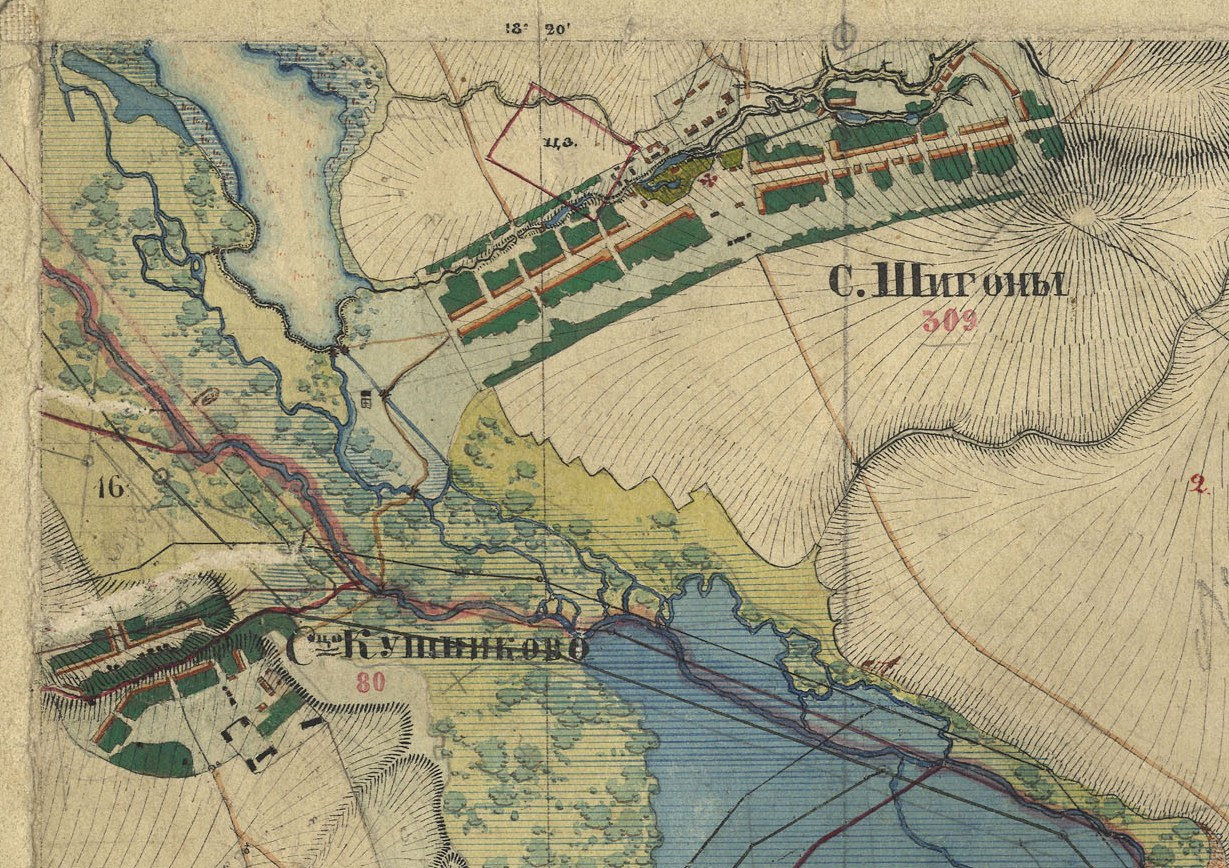
Шигоны на карте 1859 года

Когда-то в этих краях обитали ногайцы, давшие имя здешнему урочищу — Ногайский Брод (впервые упомянут в 1480 году).
История возникшего здесь села Шигоны тесно связана с историей села Усолье: в начале второй половины XVI века пермскими купцами-солепромышленниками Строгановыми было основано село Усолье, и все земли вокруг, в том числе и земли, на которых расположено с. Шигоны в настоящее время, сделались собственностью «именитых людей Строгановых».
В 1632 году царь Михаил Фёдорович Романов передал Строгановское владение костромскому купцу Надее Святешникову. Он владел этой землёй 28 лет. В 1660 году эти владения переходят в собственность Звенигородского монастыря Саввы Старожевского. В период с 1768 по 1791 годы Усольская вотчина принадлежала графу Орлову-Давыдову. 

Предполагается, что село Шигоны было основано на рубеже XVI и XVII веков. Существуют две версии происхождения названия села. Согласно одной из них, создателями села были беглые люди, или «шигонь», то есть всякий сброд. Согласно второй — от слова «шиханы»: на диалекте волжских казаков — «холмы». Возможно, что русские поселенцы, сменившие на рубеже XVII—XVIII вв. ранее здесь живших чувашей, пришли из села Шигоны, Шацкого уезда, и принесли с собой новое название селения.
При создании Симбирского наместничества в 1780 году, село Нагайский Брод Шигоны тож, из Симбирского уезда вошло в состав Самарского уезда. С 1796 года — в Симбирской губернии.
В 1829 году помещиком Дмитрием Степановичем Кротковым был построен каменный храм. В 1889 году он был исправлен и обнесён каменной оградой. Престолов в нём пять: главный (холодный) — во имя Архистратига Божьего Михаила и в приделах (холодный): в правом — во имя св. Димитрия Ростовского и в левом — во имя св. равноапостольной Марии Магдалины; в трапезе (тёплый) на правой стороне престол — во имя св. великомученицы Варвары и на левой — в честь Владимирской иконы Божьей Матери.
При создании в 1851 году Самарской губернии село Шигоны (Архангельское) вошло в состав Сенгилеевского уезда Симбирской губернии.
Перед реформой 1861 года селом владела дворянка В. П. Кроткова. По Х ревизии в селе насчитывалось 309 дворов, в которых проживало 1654 мужчин и женщин. Белых изб имелось 309, черных бань 20. Крестьянских тягл было 280. О территории селения сообщали, что местность волнистая, берега Усы ровные и болотистые, почва чёрная, местами глина с илом и частью с супесью. Наибольшая ширина реки в районе селения в это время составляла более 20 м, глубина от 2 до 4 м. Весной Уса разливалась от 400 до 800 метров в ширину. У ручья берега в северной части были покатые, в южной ровные. Русло ручья было в рытвинах. Наибольшая ширина до 1 метра, глубина 3 вершка. Весной при разливах вода из берегов в ручье не выходила. Ниже села на ручье был устроен пруд шириной от 400 до 500 метров, длиной до 2 км. Через Усу было переброшено два деревянных моста, а, кроме того, существовала ещё и переправа на судах для сообщения с близлежащими деревнями. Из крупных строений в эти годы в Шигонах находились перестроенная из деревянной в каменную церковь, господский дом, в котором помещики практически не жили, деревянный хлебный магазин, деревянная больница на 12 кроватей, каменный скотный двор. Крупнейшим промышленным заведением являлась суконная фабрика. Она размещалась в каменном здании и находилась при ручье Глиняном. На фабрике работало более 330 человек. Основным занятием населения продолжало оставаться земледелие. Все крестьяне относились к православному вероисповеданию.
Во второй половине XIX—XX вв. селение все более разрасталось, превращалось в крупный административный и хозяйственный центр. Оно стало центром Шигонской волости Сенгилеевского уезда. По данным 1884 года, в нём насчитывалось 320 дворов, в которых проживало более 1800 человек.
С 1924 года — в Сызранском уезде.
С 1928 года — административный центр Шигонского района.

## Дороги
Через село Шигоны проходит межмуниципальная дорога, ведущая от Сызрани к селу Усолье с двумя подъездами к самим Шигонам. От райцентра берут начало асфальтовые дороги до Тайдакова, Подъячевки и Платоновки. Большинство улиц села асфальтированы.

## Достопримечательности
Имеется храм во имя святого Архангела Михаила.

## Фотогалерея

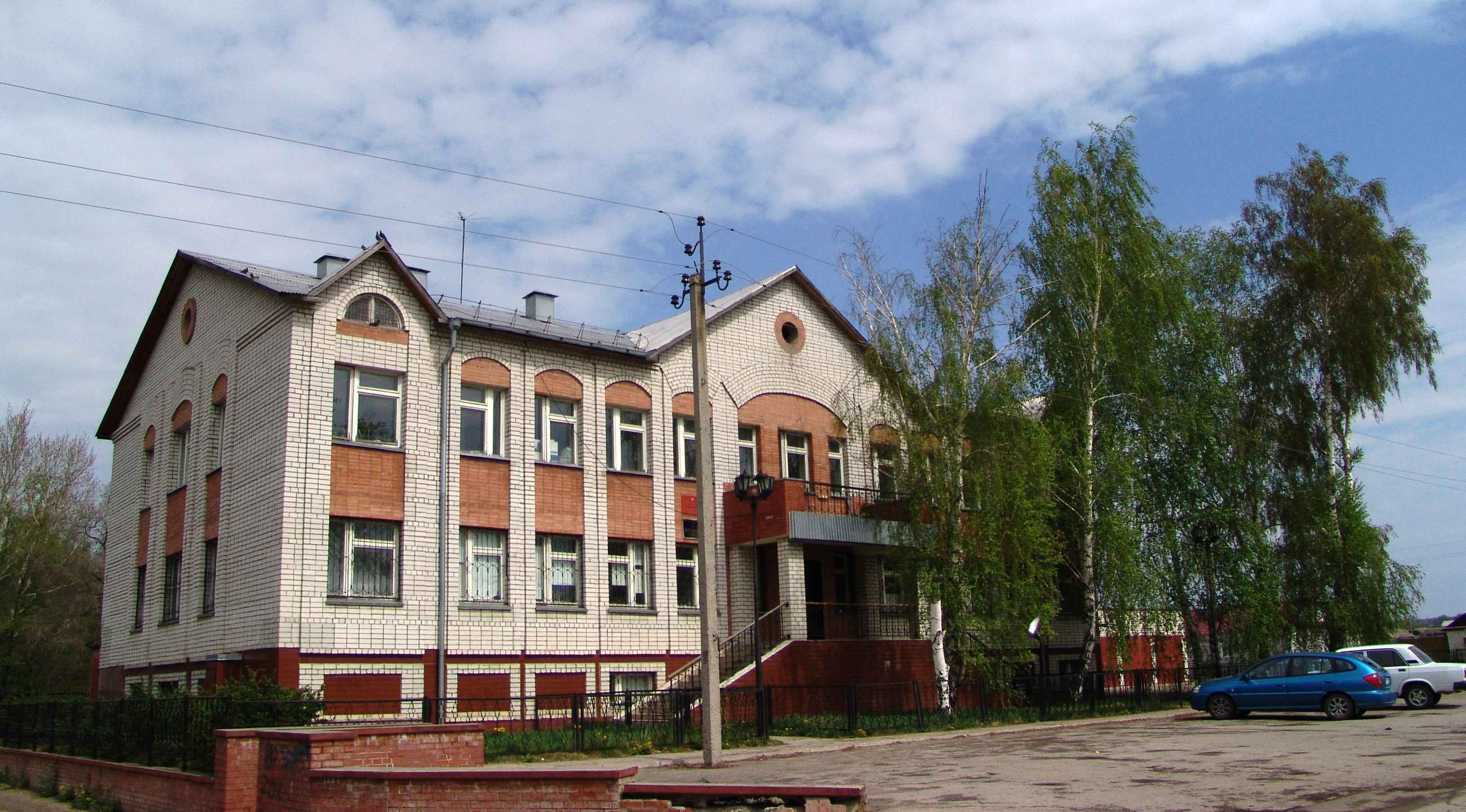
ИФНС
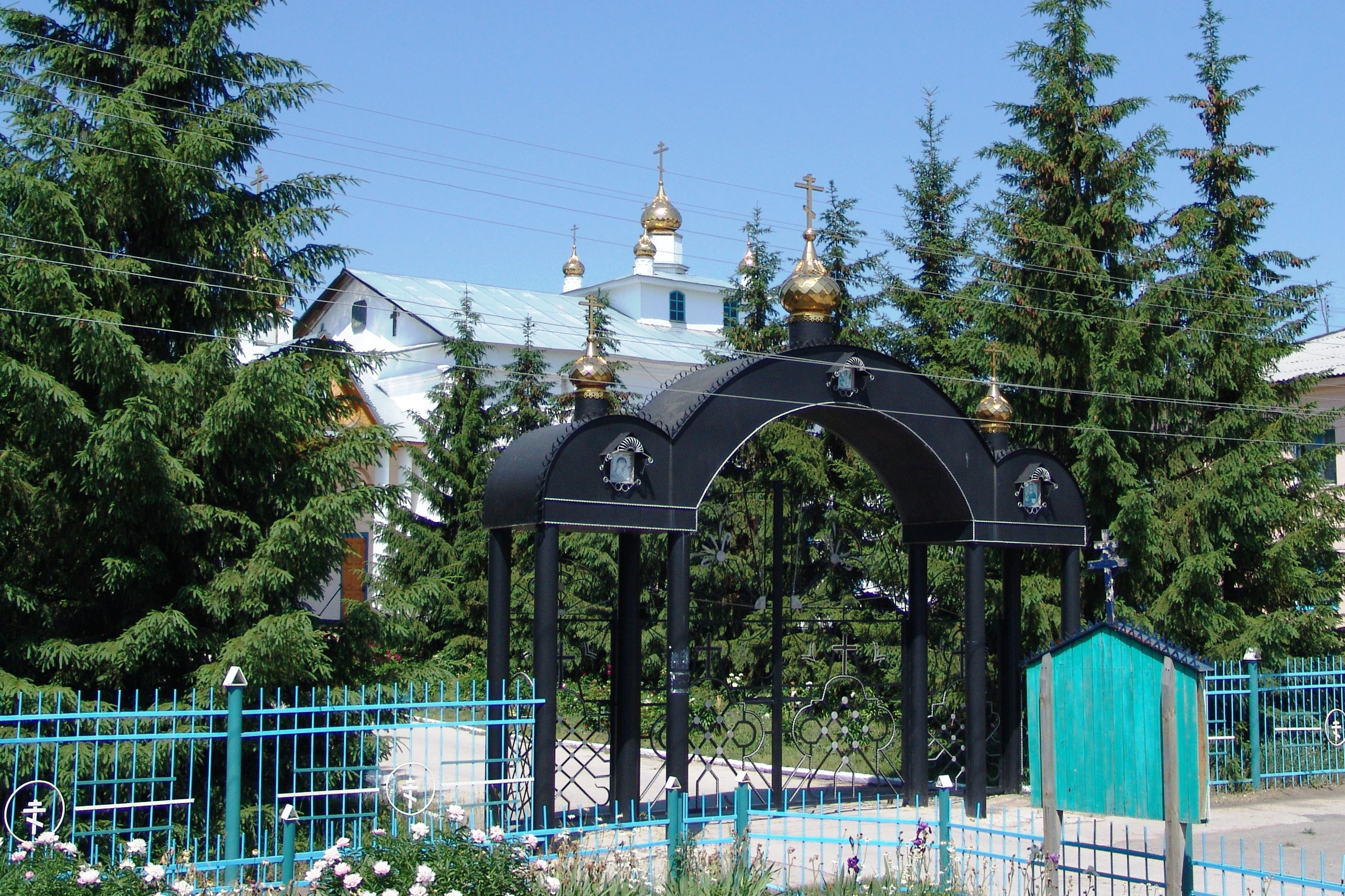
Вход в храм
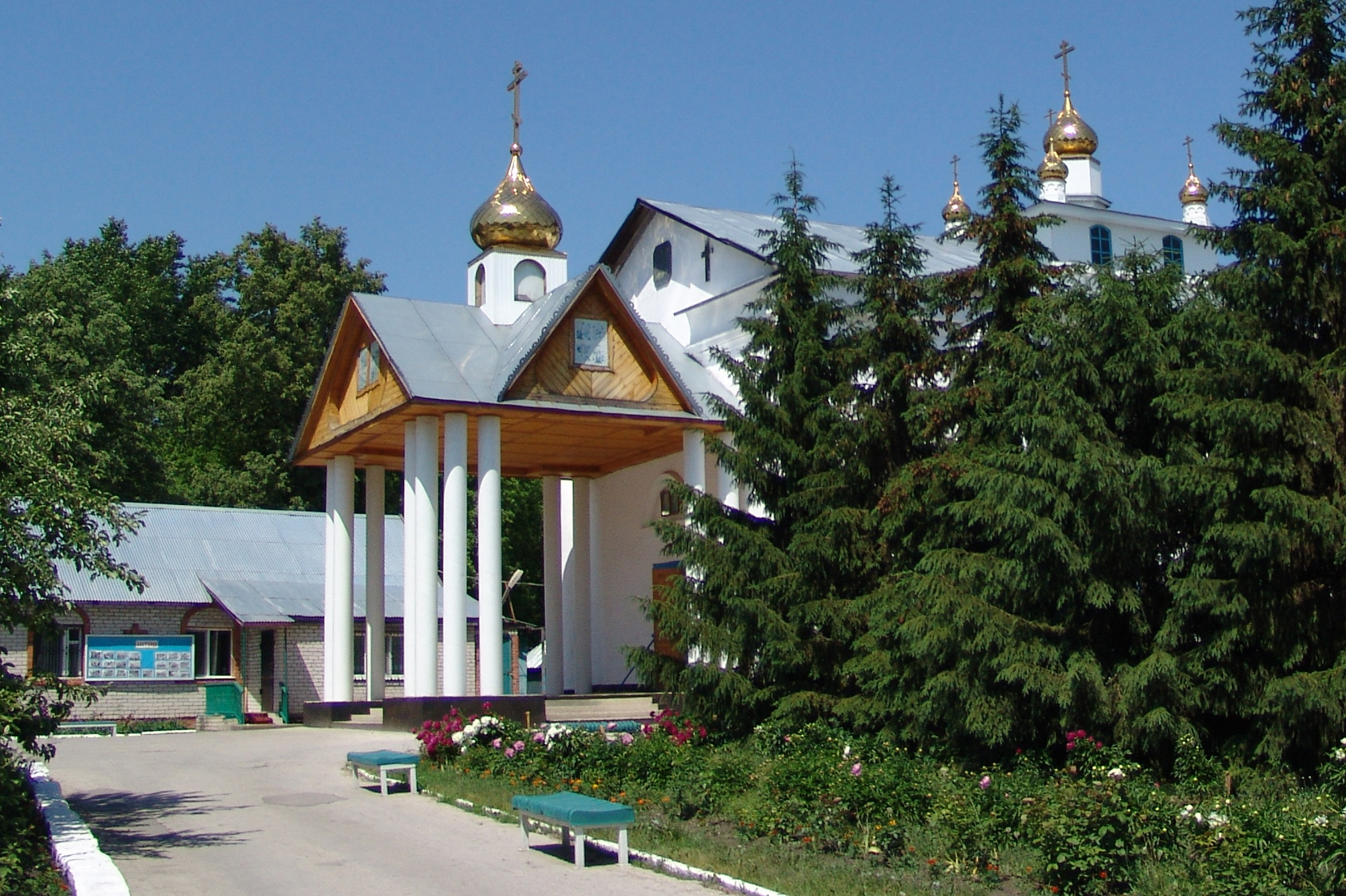
Храм Святого Архангела Михаила
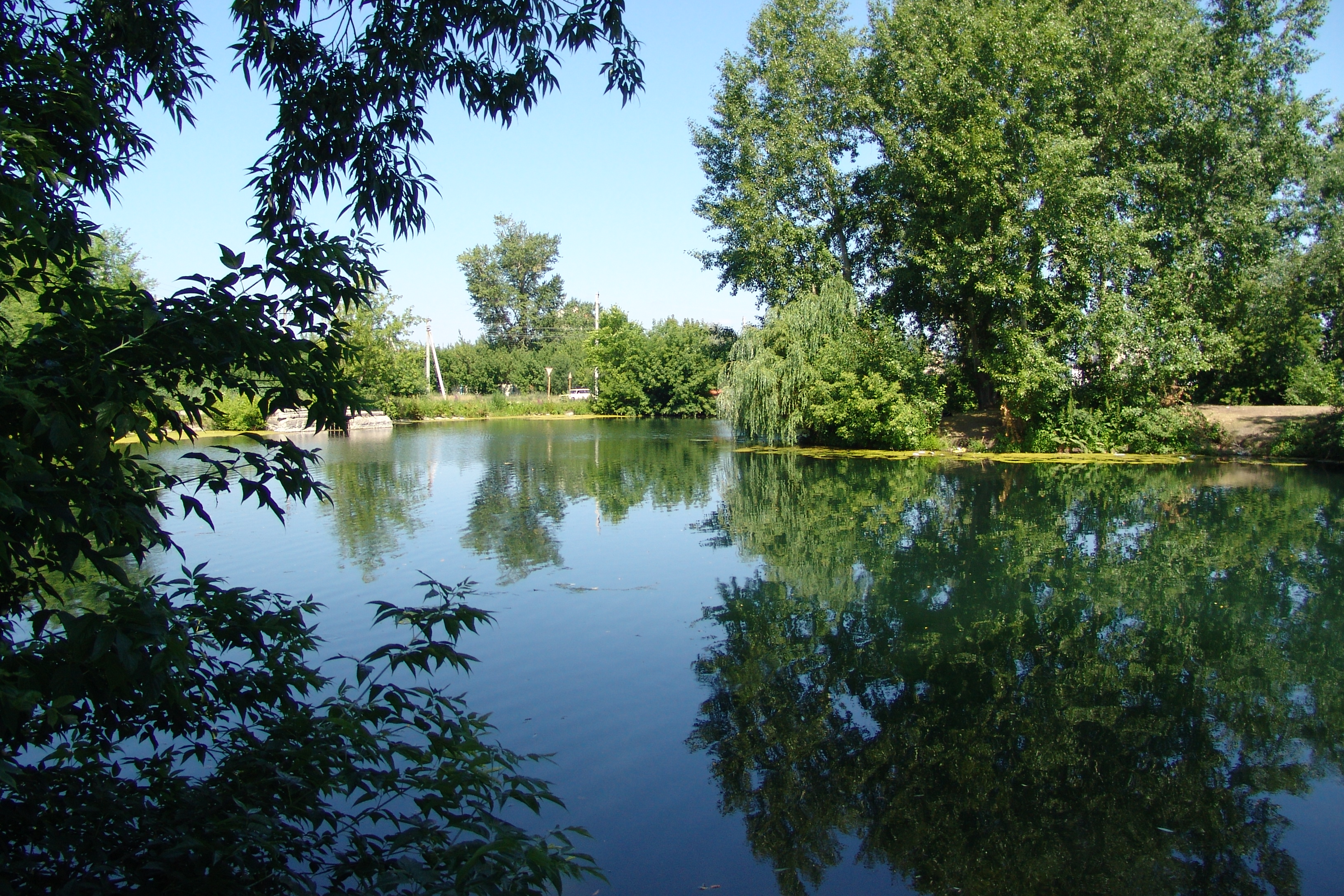
Пруд в центре села
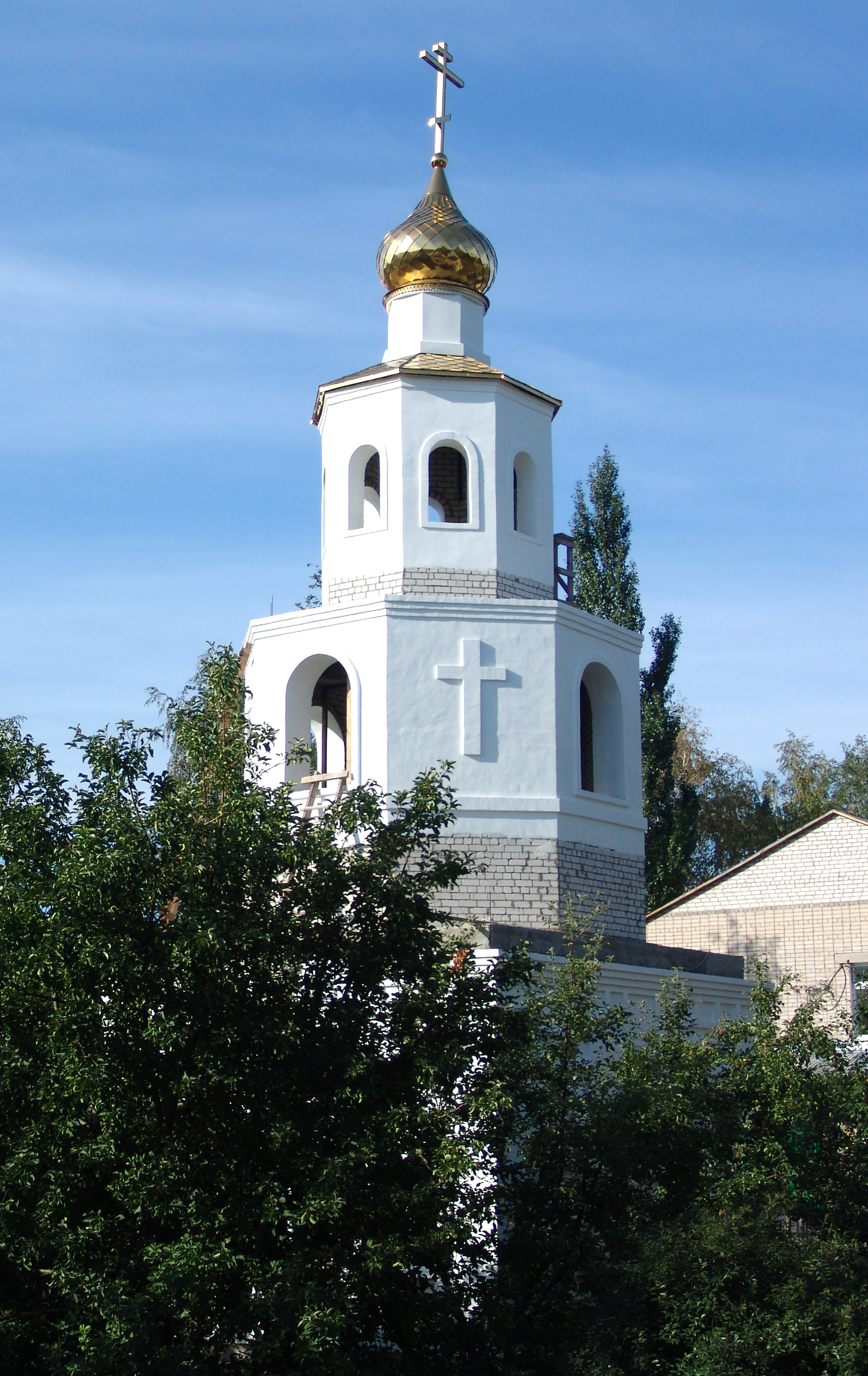
Колокольня храма
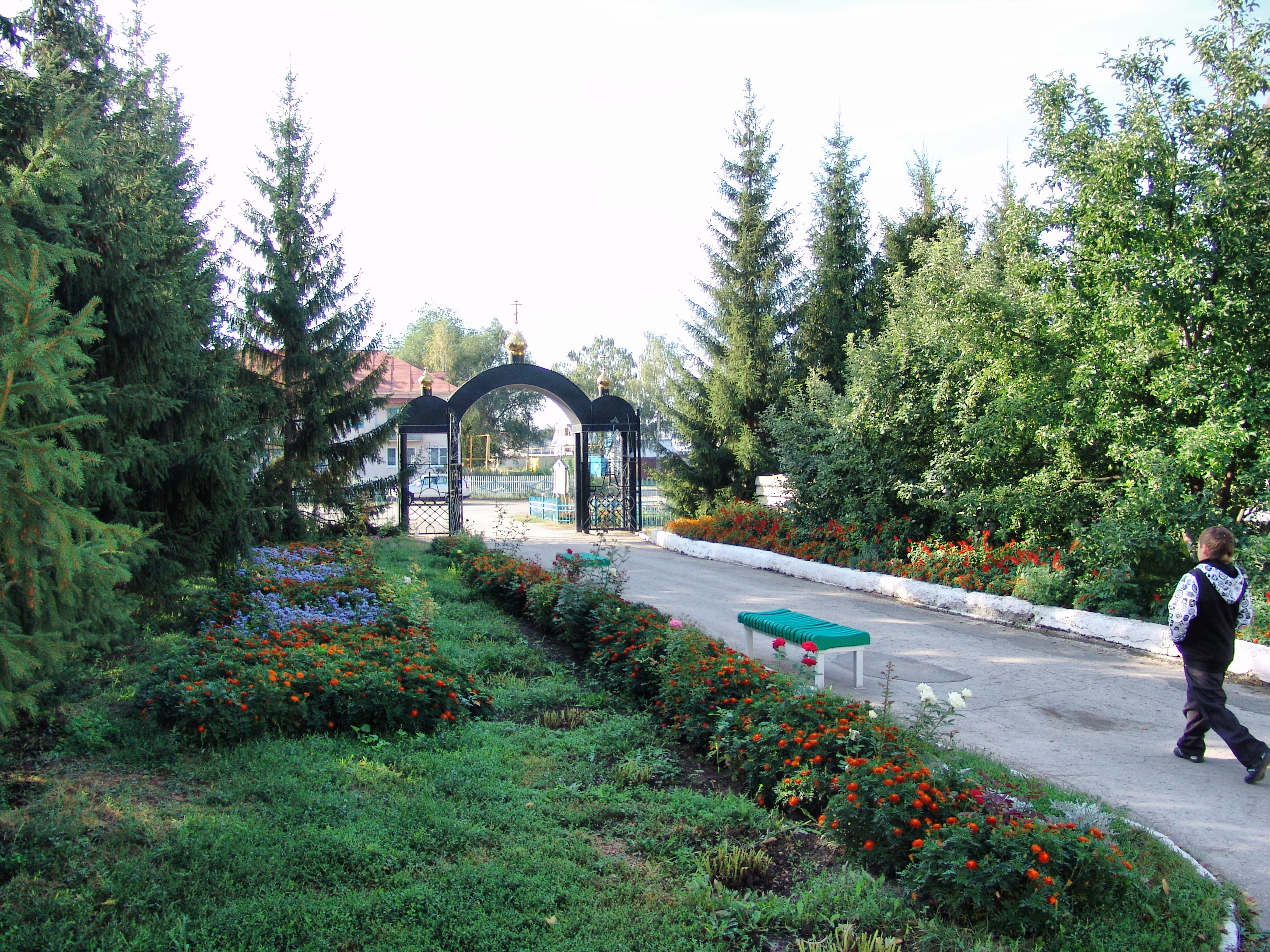
На территории храма